# رود بلاغوييفيتش
رود بلاغوييفيتش (بالإنجليزية: Rod Blagojevich)‏ هو سياسي أمريكي من الحزب الديمقراطي ولد في يوم 10 ديسمبر 1956 في مدينة شيكاغو لعائلة مهاجرة من يوغوسلافيا لأب صربي وأم بوسنية. شغل منصب حاكم ولاية إلينوي من سنة 2003 حتى سنة 2009 حيث خلع بعد اتهامه بالفساد.